# Olimpíada d'escacs de 1931
La IV Olimpíada d'escacs, organitzada per la FIDE, es va celebrar entre l'11 de juliol i el 26 de juliol de 1931 a Praga, Txecoslovàquia. Es varen jugar una competició open i una de femenina, i diversos esdeveniments dirigits a la promoció dels escacs,
Els resultats de la competició foren:

## Final
| #  | País           | Jugadors                                                 | Punts |
| -- | -------------- | -------------------------------------------------------- | ----- |
| 1  | Estats Units   | Kashdan, Marshall, Dake, Horowitz, Steiner H.            | 48    |
| 2  | Polònia        | Rubinstein, Tartakower, Przepiórka, Makarczyk, Frydman   | 47    |
| 3  | Txecoslovàquia | Flohr, Gilg, Rejfíř, Opočenský, Skalička                 | 46½   |
| 4  | Iugoslàvia     | Vidmar, Asztalos, Kostić, Pirc, König                    | 46    |
| 5  | Alemanya       | Bogoljubow, Ahues, Wagner, Richter, Helling              | 45½   |
| 6  | Letònia        | Matisons, Apšenieks, Petrovs, Feigins, Hasenfuss         | 45½   |
| 7  | Suècia         | Ståhlberg, Stoltz, Berndtsson, Lundin                    | 45½   |
| 8  | Àustria        | Grünfeld, Spielmann, Kmoch, Becker, Lokvenc              | 45    |
| 9  | Regne Unit     | Sultan Khan, Yates, Thomas, Winter, Wahltuch             | 44    |
| 10 | Hongria        | Steiner E., Steiner L., Vajda, Havasi, Sterk             | 39½   |
| 11 | Països Baixos  | Weenink, Noteboom, Van den Bosch, Addicks, Van Doesburgh | 35    |
| 12 | Suïssa         | Johner H., Naegeli, Zimmermann, Rivier, Michel           | 34    |
| 13 | Lituània       | Mikėnas, Šeinbergas, Vistaneckis, Abramavičius, Luckis   | 30½   |
| 14 | França         | Alekhine, Gromer, Kahn, Betbeder, Duchamp                | 29½   |
| 15 | Romania        | Erdélyi, Balogh, Baratz, Gudju, Wechsler                 | 28    |
| 16 | Itàlia         | Rosselli del Turco, Monticelli, Romi, Hellmann           | 24    |
| 17 | Dinamarca      | Andersen, Cruusberg, Ruben, Lie, Larsen                  | 19½   |
| 18 | Noruega        | Christoffersen, Hansen, Halvorsen, Hovind, Gulbrandsen   | 15½   |
| 19 | Espanya        | Golmayo, Vilardebò, Soler, Marín, Sanz Aguado            | 15.5  |

## Campionat del món d'escacs femení de 1931
El tercer Campionat del món d'escacs femení va tenir lloc durant l'Olimpíada. El resultat final fou el següent:
| # | Jugadora          | Punts |
| - | ----------------- | ----- |
| 1 | Vera Menchik      | 8     |
| 2 | Paula Wolf-Kalmar | 4     |
| 3 | Agnes Stevenson   | 3.5   |
| 4 | Katarina Beskow   | 2.5   |
| 5 | Wally Henschel    | 2     |